# Тудела-де-Дуеро
Тудела-де-Дуеро (ісп. Tudela de Duero) — муніципалітет в Іспанії, у складі автономної спільноти Кастилія-і-Леон, у провінції Вальядолід. Населення — 8630 осіб (2010).
Муніципалітет розташований на відстані близько 150 км на північний захід від Мадрида, 14 км на південний схід від Вальядоліда.
На території муніципалітету розташовані такі населені пункти: (дані про населення за 2010 рік)
- Еррера-де-Дуеро: 812 осіб
- Тудела-де-Дуеро: 7818 осіб

## Демографія
Динаміка населення (INE ):